# Joe Pesci

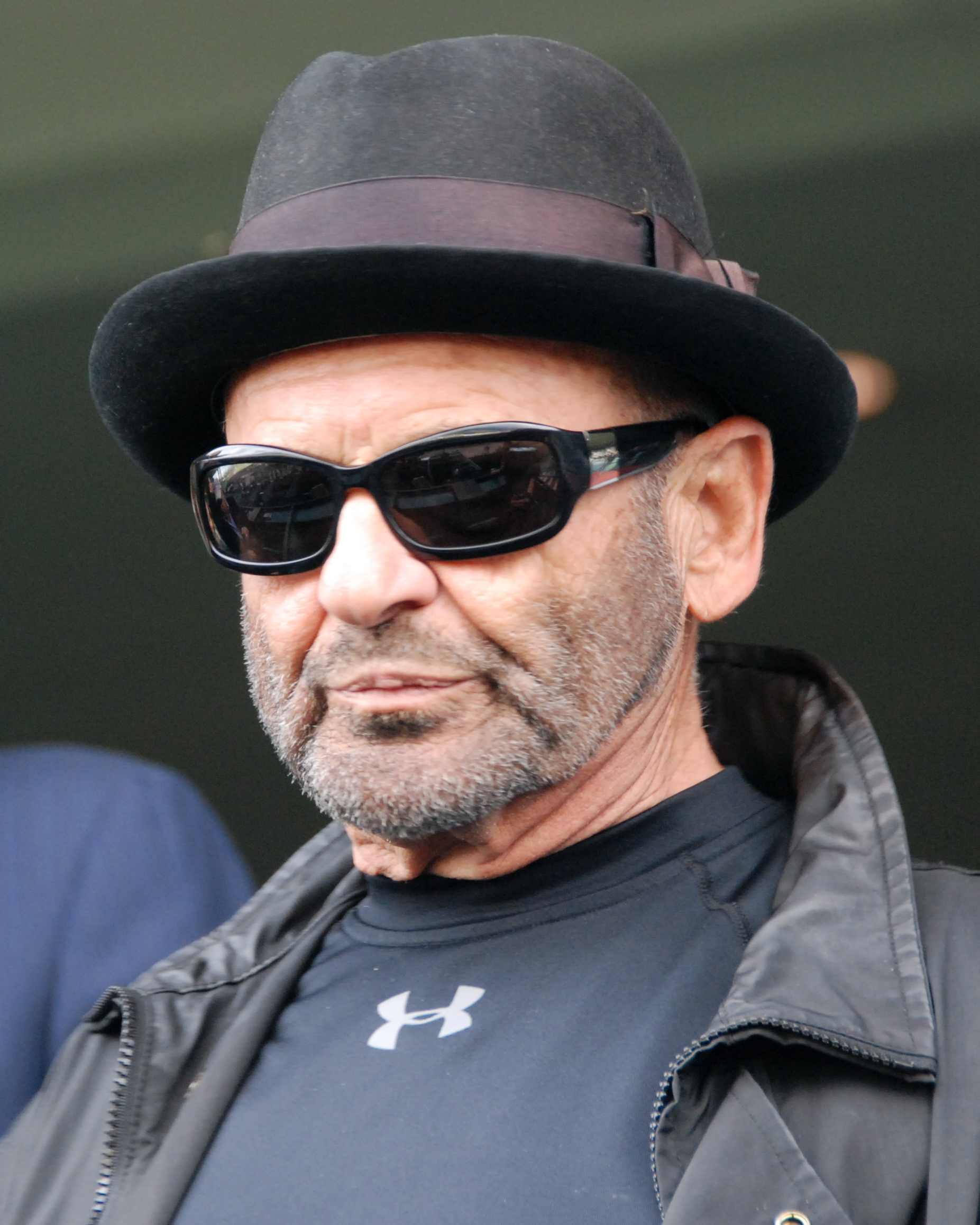
Joe Pesci (2009)

Joseph Francesco „Joe“ DeLores Eliot Pesci (* 9. Februar 1943 in Newark, New Jersey) ist ein US-amerikanischer Schauspieler und Sänger. Für seine Rolle im Film GoodFellas – Drei Jahrzehnte in der Mafia wurde er 1991 mit dem Oscar ausgezeichnet. Zu weiteren Höhepunkten seiner Karriere zählen Wie ein wilder Stier, Es war einmal in Amerika, Kevin – Allein zu Haus, Casino und The Irishman.

## Leben

### Frühes Leben
Bereits im Alter von vier Jahren trat der Sohn einer italoamerikanischen Familie in einer Radioshow auf, mit zehn war er Ensemblemitglied der Fernsehserie Star Time Kids neben Connie Francis. Als Jugendlicher spielte er in diversen Theaterstücken und verdingte sich auch als Nachtclubsänger. Mitte der 1960er Jahre veröffentlichte der zeitlebens an Jazz interessierte Pesci unter dem Namen Joe Ritchie die erfolglose Platte Little Joe Sure Can Sing und war Gitarrist in zahlreichen Bands. Ab Ende der 1960er-Jahre bildete er auch mit seinem Kollegen Frank Vincent ein Show-Duo, das häufiger in kleinen Theatern in New Jersey auftrat und etwa Sketche von Abbott und Costello aufführte. Neben seinen Schauspielauftritten musste er sich Geld als Friseur verdienen, Anfang der 1970er-Jahre eröffnete er seinen eigenen Salon.
Pesci brachte auch die Musiker Tommy DeVito, mit dem Pesci seit frühester Jugend befreundet war, und Bob Gaudio zusammen, die später als The Four Seasons erfolgreich waren. In der Uraufführung des Musicals Jersey Boys, welches die Geschichte der Four Seasons erzählt, wurde Pesci 2005 von Michael Longoria dargestellt. Im gleichnamigen Film aus dem Jahr 2014 übernahm Joey Russo seine Rolle.

### Filmkarriere
Sein Filmdebüt gab Pesci 1976 in dem billigen Kriminalfilm Blutiger Zahltag an der Seite seines Freundes Frank Vincent. In der Folgezeit blieben weitere Rollenangebote aus. Pesci arbeitete fortan als Maurer und eröffnete ein italienisches Restaurant, vom Schauspielgeschäft hatte er sich zunehmend abgewandt. Doch 1980 kam sein Durchbruch neben Robert De Niro in Wie ein wilder Stier von Martin Scorsese, in welchem er De Niros jüngeren Bruder Joey darstellte. De Niro hatte Pescis Filmdebüt gesehen und überzeugte Scorsese, den Unbekannten zu besetzen. Pesci wurde für einen Oscar als Bester Nebendarsteller nominiert und erhielt den British Film Award als Bester Newcomer. Es folgten einige kleinere Filme, etwa die deutschamerikanische Produktion Dear Mr. Wonderful (1982) unter Regie von Peter Lilienthal oder die Komödie Easy Money (1983) mit Rodney Dangerfield. 1984 spielte Pesci den Gangster Frankie Minaldi in Sergio Leones Mafia-Epos Es war einmal in Amerika, erneut an der Seite von Robert De Niro.
Pesci hatte sich nun in Hollywood etabliert und spielte vor allem bedrohliche, oft fremdländisch wirkende Nebenrollen. Einen Oscar gewann er für seine Darstellung des psychopathischen Mafioso Tommy DeVito in GoodFellas – Drei Jahrzehnte in der Mafia. Es folgten weitere Gangsterfilme mit Pesci in Haupt- und Nebenrollen wie Casino aus dem Jahre 1995, in dem er zum dritten Mal unter Regie von Scorsese stand. Diese ihm angewachsene Rolle als Gangster oder Mobster persiflierte er auch in zahlreichen Filmen, darunter als Geldwäscher Leo Getz in der Lethal-Weapon-Reihe sowie als unglücklich agierender Einbrecher Harry in den Komödien Kevin – Allein zu Haus und Kevin – Allein in New York. Eine sympathische Rolle konnte er als trotteliger Anwalt in der Titelrolle des Filmes Mein Vetter Winnie und als sich vom profitgierigen zum rücksichtsvollen Hausbesitzer wandelnden Louie Kritski in Ein Vermieter zum Knutschen spielen.
Sein häufigster deutscher Synchronsprecher ist Mogens von Gadow.

### Zunehmender Rückzug und Musikkarriere
1999 kündigte Joe Pesci seinen weitgehenden Rückzug aus dem Schauspielgeschäft an, da er sich mehr seiner Musikkarriere widmen wollte. Seitdem stand er nur noch selten vor der Kamera. Es erschienen die Alben Vincent LaGuardia Gambini Sings Just For You und Joey DeFrancesco featuring Joe Doggs, Falling in Love Again mit dem Jazzorganisten Joey DeFrancesco, die allerdings nicht sehr erfolgreich waren. Seine Aufnahmen sind eine Art Mischung aus Jazz und Hip-Hop.
2006 spielte er im Film Der gute Hirte eine Nebenrolle. Dieser Film war die sechste Arbeit, die ihn mit Robert De Niro zusammenbrachte, der bei dem Film zum zweiten Mal Regie führte (nach In den Straßen der Bronx). 2010 spielte Pesci neben Oscar-Preisträgerin Helen Mirren in Taylor Hackfords Film Love Ranch die Hauptfigur, einen Bordellbesitzer und Gangster. So kehrte er zu seinem Ursprungs-Genre zurück. Nach neun Jahren stand er 2019 erstmals wieder vor der Kamera: Bei dem Gangsterfilm The Irishman, in dem er den Mafioso Russell Bufalino spielt, arbeitete er nach langer Zeit wieder mit Martin Scorsese und Robert De Niro zusammen. Nachfolgend war er 2023 in der Serie Bupkis zu sehen.

### Privat
Pesci war dreimal verheiratet. Alle Ehen endeten durch Scheidung. Aus seiner Ehe mit der Schauspielerin Claudia Haro in den Jahren 1989 bis 1992 hat er eine Tochter. Haro wurde 2005 zu einer langjährigen Gefängnisstrafe verurteilt, weil sie im Jahr 2000 einen Killer engagiert hatte, der ihren zweiten Ehemann Garrett Warren töten sollte.
Pesci hat die seltene Anomalie Iris-Heterochromie, bei der durch eine Störung der Pigmentenfärbung die Regenbogenhäute der Augen unterschiedliche Farben haben.

## Filmografie
- 1961: Twist… dass die Röcke fliegen! (Hey, Let's Twist!)
- 1966: Hoppla Lucy! (The Lucy Show; Fernsehserie, 2 Folgen)
- 1976: Blutiger Zahltag (The Death Collector)
- 1977: Im Netz der Gewalt (Short Eyes)
- 1980: Wie ein wilder Stier (Raging Bull)
- 1982: Die Jagd nach dem Leben (I’m Dancing as Fast as I Can)
- 1982: Dear Mr. Wonderful
- 1983: Eureka
- 1983: Monty, der Millionenerbe (Easy Money)
- 1984: Es war einmal in Amerika (Once Upon a Time in America)
- 1984: Ab in den Knast (Tutti dentro)
- 1985: Half Nelson (Fernsehfilm)
- 1985: Half Nelson (Fernsehserie, 6 Folgen)
- 1987: Mann unter Feuer (Man on Fire)
- 1988: Moonwalker
- 1989: Brennpunkt L.A. (Lethal Weapon 2)
- 1989: The Legendary Life of Ernest Hemingway
- 1990: Catchfire
- 1990: Betsy’s Wedding
- 1990: GoodFellas – Drei Jahrzehnte in der Mafia (Goodfellas)
- 1990: Kevin – Allein zu Haus (Home Alone)
- 1991: JFK – Tatort Dallas (JFK)
- 1991: Ein Vermieter zum Knutschen (The Super)
- 1992: Mein Vetter Winnie (My Cousin Vinny)
- 1992: Brennpunkt L.A. – Die Profis sind zurück (Lethal Weapon 3)
- 1992: Geschichten aus der Gruft (Tales from the Crypt; Fernsehserie, 1 Folge)
- 1992: Der Reporter (The Public Eye)
- 1992: Kevin – Allein in New York (Home Alone 2: Lost in New York)
- 1993: In den Straßen der Bronx (A Bronx Tale)
- 1994: Jimmy Hollywood
- 1994: Ein genialer Freak (With Honors)
- 1995: Casino
- 1997: Kopflos – 8 Köpfe im Koffer (Eight Heads in a Duffel Bag)
- 1997: Der 100.000 $ Fisch (Gone Fishin)
- 1998: Lethal Weapon 4
- 2006: Der gute Hirte (The Good Shepherd)
- 2010: Love Ranch
- 2019: The Irishman
- 2023: Bupkis (Fernsehserie, 8 Folgen)
- 2023: Day of the Fight

## Diskografie
- 1965: Little Joe Sure Can Sing
- 1998: Vincent LaGuardia Gambini Sings Just For You
- 2000: Joey DeFrancesco featuring Joe Doggs, Falling in Love Again
- 2017: Still Singing

## Auszeichnungen
- 1980: National Board of Review Award: Auszeichnung für Wie ein wilder Stier als Bester Nebendarsteller
- 1980: New York Film Critics Circle Award: Auszeichnung für Wie ein wilder Stier als Bester Nebendarsteller
- 1981: Golden Globe Award: Nominierung für Wie ein wilder Stier als Bester Nebendarsteller
- 1981: National Society of Film Critics Award: Auszeichnung für Wie ein wilder Stier als Bester Nebendarsteller
- 1981: Oscar: Nominierung für Wie ein wilder Stier als Bester Nebendarsteller
- 1982: BAFTA Award: Auszeichnung für Wie ein wilder Stier als Bester Nachwuchsdarsteller
- 1990: Boston Society of Film Critics Award: Auszeichnung für GoodFellas – Drei Jahrzehnte in der Mafia als Bester Nebendarsteller
- 1990: Chicago Film Critics Association Award: Auszeichnung für GoodFellas – Drei Jahrzehnte in der Mafia als Bester Nebendarsteller
- 1990: Kansas City Film Critics Circle Award: Auszeichnung für GoodFellas – Drei Jahrzehnte in der Mafia als Bester Nebendarsteller
- 1990: New York Film Critics Circle Award: Nominierung für GoodFellas – Drei Jahrzehnte in der Mafia als Bester Nebendarsteller
- 1990: Los Angeles Film Critics Association Award: Auszeichnung für GoodFellas – Drei Jahrzehnte in der Mafia als Bester Nebendarsteller
- 1990: National Board of Review Award: Auszeichnung für GoodFellas – Drei Jahrzehnte in der Mafia als Bester Nebendarsteller
- 1991: National Society of Film Critics Award: Nominierung für GoodFellas – Drei Jahrzehnte in der Mafia als Bester Nebendarsteller
- 1991: Golden Globe Award: Nominierung für GoodFellas – Drei Jahrzehnte in der Mafia als Bester Nebendarsteller
- 1991: Oscar: Auszeichnung für GoodFellas – Drei Jahrzehnte in der Mafia als Bester Nebendarsteller
- 1992: American Comedy Award: Auszeichnung für Mein Vetter Winnie als Lustigster Hauptdarsteller in einem Spielfilm
- 1992: American Comedy Award: Nominierung für Kevin – Allein in New York als Lustigster Nebendarsteller in einem Spielfilm
- 1993: MTV Movie Award: Nominierung für Mein Vetter Winnie als Bester Filmkomiker
- 1996: MTV Movie Award: Nominierung für Casino als Bester Filmschurke
- 1999: Goldene Himbeere: Nominierung für Lethal Weapon 4 als Schlechtester Nebendarsteller
- 2019: New York Film Critics Circle Award: Auszeichnung für The Irishman als Bester Nebendarsteller
- 2019: Detroit Film Critics Society Award: Auszeichnung für The Irishman als Bester Nebendarsteller
- 2019: Chicago Film Critics Association Award: Nominierung für The Irishman als Bester Nebendarsteller
- 2020: Golden Globe Award: Nominierung für The Irishman als Bester Nebendarsteller
- 2020: Screen Actors Guild Award: Nominierung für The Irishman als Bester Nebendarsteller
- 2020: Screen Actors Guild Award: Nominierung für The Irishman als Teil des Besten Schauspielensembles
- 2020: Satellite Award: Nominierung für The Irishman als Bester Nebendarsteller
- 2020: AACTA International Award: Nominierung für The Irishman als Bester Nebendarsteller
- 2020: Critics’ Choice Movie Award: Nominierung für The Irishman als Bester Nebendarsteller
- 2020: Oscarverleihung 2020: Nominierung für The Irishman als Bester Nebendarsteller